# NGC 1784
NGC 1784 é uma galáxia espiral barrada (SBc) localizada na direcção da constelação de Lepus. Possui uma declinação de -11° 52' 16" e uma ascensão recta de 5 horas, 05 minutos e 27,1 segundos.
A galáxia NGC 1784 foi descoberta em 11 de Dezembro de 1836 por John Herschel.